# Lies
Lies (okzitanisch Lias) ist eine französische Gemeinde mit 74 Einwohnern (Stand 1. Januar 2022) im Département Hautes-Pyrénées in der Region Okzitanien (vor 2016: Midi-Pyrénées). Sie gehört zum Arrondissement Bagnères-de-Bigorre und zum Kanton La Vallée de l’Arros et des Baïses.
Die Einwohner werden französisch Liessois und Liessoises genannt.

## Geographie
Lies liegt circa fünf Kilometer östlich von Bagnères-de-Bigorre in dessen Einzugsbereich (Aire urbaine) in der historischen Grafschaft Bigorre.
Umgeben wird Lies von den sieben Nachbargemeinden:
| Uzer  | Bettes                                      | Esconnets   |
| Gerde | Kompassrose, die auf Nachbargemeinden zeigt | Fréchendets |
|       | Asté                                        | Marsas      |

## Einwohnerentwicklung

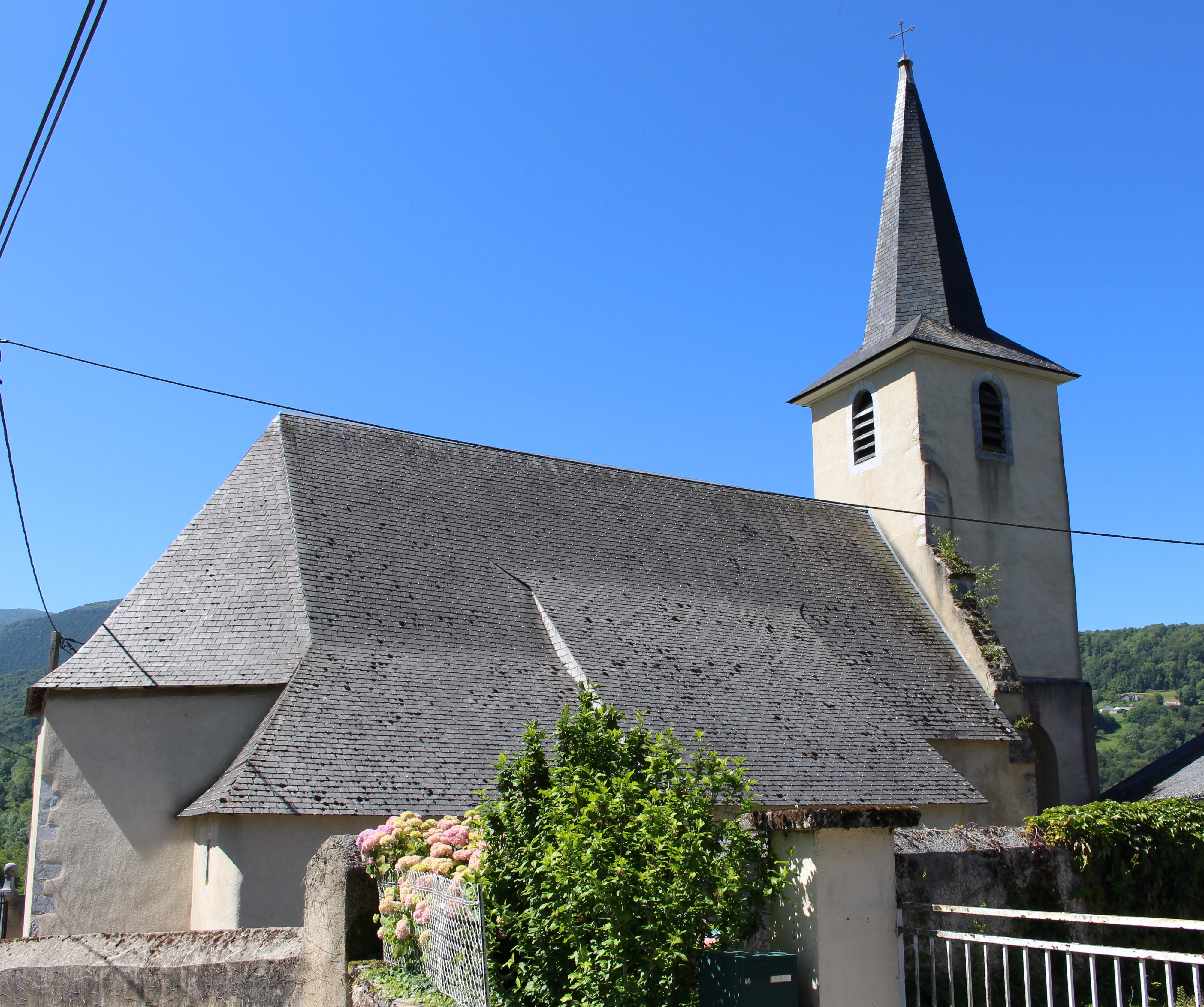
Pfarrkirche Mariä Himmelfahrt

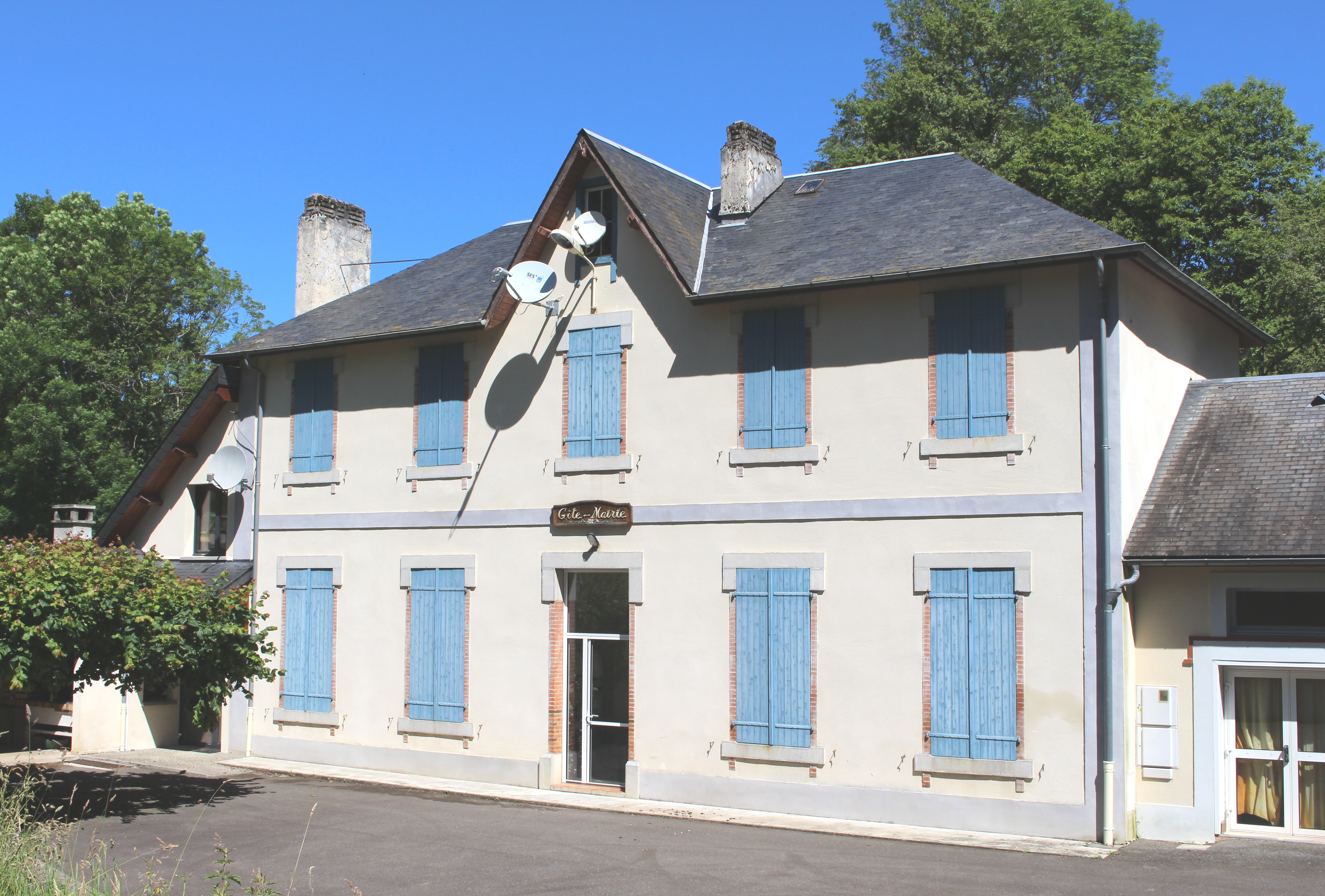
Rathaus (mairie)

Nach Beginn der Aufzeichnungen stieg die Einwohnerzahl bis zur ersten Hälfte des 19. Jahrhunderts auf einen Höchststand von rund 380. In der Folgezeit sank die Größe der Gemeinde bei kurzen Erholungsphasen bis zu den 1970er Jahren auf ihren tiefsten Wert mit rund 65 Einwohnern. Seitdem bewegt sich die Zahl der Bewohner auf einem Niveau von rund 70.
| Jahr      | 1962 | 1968 | 1975 | 1982 | 1990 | 1999 | 2006 | 2011 | 2022 |
| --------- | ---- | ---- | ---- | ---- | ---- | ---- | ---- | ---- | ---- |
| Einwohner | 78   | 72   | 63   | 71   | 65   | 63   | 74   | 68   | 74   |

## Sehenswürdigkeiten
- Pfarrkirche Mariä Himmelfahrt

## Wirtschaft und Infrastruktur
Lies liegt in den Zonen AOC der Schweinerasse Porc noir de Bigorre und des Schinkens Jambon noir de Bigorre.

### Sport und Freizeit
Der Fernwanderweg GR 78, genannt La voie des Piémonts, führt von Carcassonne nach Saint-Jean-Pied-de-Port und verläuft an der westlichen Grenze zur Nachbargemeinde Gerde entlang. Er gilt als Jakobsweg neben den vier Hauptwegen in Frankreich.

### Verkehr
Lies ist über die Route départementale 584 erreichbar, die sie mäanderförmig durchquert.